# Контвил (Калвадос)
Контвил (фр. Conteville) насеље је и општина у северној Француској у региону Доња Нормандија, у департману Калвадос која припада префектури Кан.
По подацима из 2011. године у општини је живело 102 становника, а густина насељености је износила 24,64 становника/km². Општина се простире на површини од 4,14 km². Налази се на средњој надморској висини од 50 метара (максималној 94 m, а минималној 39 m).

## Демографија
| 1962. | 1968. | 1975. | 1982. | 1990. | 1999. | 2011. |
| ----- | ----- | ----- | ----- | ----- | ----- | ----- |
| 69    | 74    | 69    | 57    | 80    | 82    | 102   |

График промене броја становника у току последњих година